# John Blanton Belk
Pour les articles homonymes, voir Belk.
John Blanton Belk, Jr. (né en 1925), aussi appelé J. Blanton Belk, est un militant américain du Réarmement moral, et le fondateur et dirigeant de l'organisation éducative et culturelle américaine, Up with People.

## Biographie

### Jeunesse et formation
J. Blanton Belk est né le 4 février 1925 à Orlando, en Floride. Il est le fils unique du pasteur et de Mme J. Blanton Belk, Sr., née Jennie Wannamaker. Fils et petit-fils de pasteurs presbytériens, il est élevé à Richmond, en Virginie, où son père est en poste. Celui-ci a adhéré de bonne heure aux Groupes d’Oxford, devenus par la suite le Réarmement moral, ce qui lui vaut de nombreuses difficultés avec ses paroissiens, conduisant même, en 1937, à une division de sa communauté, la Grace Covenant Church. 
Diplômé de l'école St. Christopher, le jeune homme se porte volontaire pour entrer dans la marine américaine, en passant par un programme de formation d'officiers. Il fréquente à ce titre le Davidson College en Caroline du Nord puis l'Université de Caroline du Nord. Diplômé en 1945, il sert comme enseigne de vaisseau de 2e classe sur le patrouilleur USS PCC-1178 aux Philippines en 1945-1946.

### Carrière
En 1950, il s’engage avec le  Réarmement moral et voyage avec ses équipes internationales. Il en devient l’un des principaux dirigeants, et, en 1966, le leader incontesté aux Etats-Unis. 
Pendant la guerre, le Réarmement moral avait forgé des liens de confiance avec les dirigeants des États-Unis. Le fondateur du mouvement, le pasteur Frank Buchman, avait été choqué lors de son retour aux États-Unis en 1939, par l’inconscience du danger dans le pays, contrastant avec l’atmosphère lourde qui régnait en Europe, et il avait lancé une vaste campagne pour éveiller les consciences. Après un meeting de lancement du Réarmement moral au Madison Square Garden en mai 1939, une réunion publique au Constitution Hall de Washington, appuyé par un message signé par 240 parlementaires britanniques, avait eu un fort retentissement, et le sénateur et futur président Harry Truman y avait lu un message du président Roosevelt. La revue musicale You can defend America créée en 1941 quelques semaines avant l'attaque de Pearl Harbour marque ensuite particulièrement les esprits,. Un autre spectacle, une pièce de théâtre créée en 1940, The Forgotten Factor (« L'élément oublié »), écrite par Alan Thornhilll, est donnée au théâtre de Mackinac Island dans le Michigan ; traduite en 12 langues, elle sera vue par quelque 850 000 personnes en 10 ans. 
Le Réarmement moral est aussi actif pour surmonter les difficultés sociales qui handicapent les industries préparant l'effort de guerre américain, là encore avec la bénédiction de Harry Truman, président du commission d'enquête spéciale du Sénat des États-Unis sur le programme national de défense. Ces contacts se poursuivent après guerre et John Blanton Belk est en relation avec les principaux dirigeants américains. Adepte des méthodes les plus modernes pour transmettre son message, le Réarmement moral lance en 1965 une revue musicale menée par une troupe internationale de jeunes sous le nom de Sing Out, qui impressionne notamment fortement le général Curtis LeMay, présent au centre du Réarmement moral de Mackinac Island.

### Up with People
En 1968, à l’instigation directe du président américain Dwight Eisenhower, J. Blanton Belk prend ses distances avec le Réarmement moral et crée Up with People, une organisation éducative internationale à but non lucratif, apolitique et non confessionnelle, qui reprend néanmoins les méthodes et en grande partie le personnel de Sing Out. En pratique, Up with People assure la formation artistique de jeunes tout en produisant grâce à eux des spectacles de chant et de danse promouvant des thèmes tels que la religion, l'égalité raciale et la pensée positive.
La vision exprimée de J. Blanton Belk était de s'appuyer sur « la capacité des jeunes à faire ce que les gouvernements n'ont pas réussi à faire : traverser les frontières, voir au-delà de la race et construire des ponts de compréhension entre les gens »  afin de créer un changement positif », mais le véritable but du président Eisenhower est d'allumer un contrefeu face à la contre-culture des années 1960 et aux mouvements politiques de gauche. 
Après une période très brillante dans les années 1960 et 1970, comportant notamment des apparitions répétées dans le cadre du Super Bowl, la popularité de Up with People a commencé à décliner au fur et à mesure que la contre-culture des années 1960 s'estompe dans les mémoires. Avec l'ascension politique de Ronald Reagan, les conservateurs américains ne ressentent plus le besoin de parrainer un mouvement culturel faisant barrage aux idées radicales.
De 1965 à 2020, 22 000 jeunes hommes et femmes de 138 pays ont participé à ce programme. 
J. Blanton Belk a été président du conseil d'administration et président de Up with People de 1968 à sa retraite en 1991, et son président émérite depuis.
Il a également siégé à de nombreux conseils et comités internationaux et nationaux, notamment au Business Council for the United Nations et à l'Université de la paix (Costa Rica). M. Belk a été membre du conseil consultatif du College of Nursing, du President's Club et du Friends of the Library Board de l'université d'Arizona.  Il a fait partie de la commission Arizona-Mexique du gouverneur. Belk est membre du Graduate Club. Il est également membre du Conseil d'administration de l'organisation basée aux Pays-Bas International Fund Sports Disabled.

## Distinctions
En reconnaissance de son travail, M. Belk a reçu plusieurs distinctions internationales :
- l'Ordre de Vasco Núñez de Balboa (Panama)
- l'Ordre de Léopold (Belgique)
- un doctorat honoris causa de l'université Carroll[13].

## Famille
J. Blanton Belk a épousé Elizabeth (Betty) Wilkes de Summit, dans le New Jersey, le 11 décembre 1954. Ils ont deux filles, Jenny Belk qui est mariée à Ajay Gupta et Katie Belk Arenas, dont le mari est le Dr Miguel Arenas. Ils ont quatre petits-enfants : Chameli et Surina Belk-Gupta ; et Thomas et Mateo Belk-Arenas,.  

## Sources
- (en) John Blanton Belk, It's an unfinished world, and it's still in the making…, Pediment Publishing, 2020 (ISBN 9781597259125)
- (en) Garth Lean, Frank Buchman : a life, Londres, Constable, 1985, 608 p. (ISBN 978-0-09-466650-4, lire en ligne), p. 275-279